# Chorizopes tumens
Chorizopes tumens là một loài nhện trong họ Araneidae.
Loài này thuộc chi Chorizopes. Chorizopes tumens được miêu tả năm 1990 bởi Chang-Min Yin et al..